# Kathleen Hicks
Kathleen Holland Hicks (Fairfield, 25 de septiembre de 1970) es una funcionaria estadounidense que se desempeña como subsecretaria de defensa de Estados Unidos desde el 9 de febrero de 2021. Hicks se desempeñó anteriormente como subsecretario adjunto principal de defensa para políticas durante la administración de Barack Obama. Para 2020, Hicks era un académico estadounidense y asesor de seguridad nacional que trabajaba como vicepresidente y director del programa de seguridad internacional en el Centro de Estudios Estratégicos e Internacionales. Actualmente, es la mujer de más alto rango en el Departamento de Defensa de Estados Unidos.

## Educación
Hicks completó una licenciatura en historia y política en Mount Holyoke College en 1991, donde se graduó con honores magna cum laude y Phi Beta Kappa. En 1993, obtuvo un MPA en estudios de seguridad nacional en la Universidad de Maryland. Hicks completó un doctorado. en ciencias políticas del Instituto de Tecnología de Massachusetts en 2010. Su disertación se tituló "Agentes de cambio: quién lidera y por qué en la ejecución de la política de seguridad nacional de Estados Unidos". Charles Stewart III fue el asesor de doctorado de Hicks.

## Carrera
De 1993 a 2006, Hicks fue funcionario de carrera en la Oficina del Secretario de Defensa, ascendiendo de Pasante de Gestión Presidencial al Servicio Ejecutivo Superior. Fue investigadora principal en el Centro de Estudios Estratégicos e Internacionales (CSIS) de 2006 a 2009, y dirigió una variedad de proyectos de investigación de seguridad nacional.
Durante la administración Obama en 2009, Hicks fue nombrada subsecretaria adjunta de defensa para estrategia, planes y fuerzas en 2009.  En 2012, Hicks fue la principal subsecretaria adjunta de defensa para política durante la administración Obama. En ese cargo, fue enlace para la Revisión cuatrienal de defensa de 2010 y supervisó la Guía estratégica de defensa de 2012. Hicks fue un comisionado designado por el presidente para la Comisión Nacional sobre el Futuro del Ejército. Es miembro del Consejo de Relaciones Exteriores y forma parte de las juntas de asesores del Proyecto de Seguridad Nacional Truman y SoldierStrong.
Hicks se desempeñó anteriormente como vicepresidenta, presidente de Henry A. Kissinger y director del programa de seguridad internacional en CSIS. Al mismo tiempo, se desempeñó como becaria Donald Marron en la Escuela de Estudios Internacionales Avanzados Paul H. Nitze. En octubre de 2020, también formó parte del Panel de alto nivel de CSIS - LSHTM sobre confianza en las vacunas y desinformación en medio de la pandemia de COVID-19, copresidida por Heidi Larson y J. Stephen Morrison.

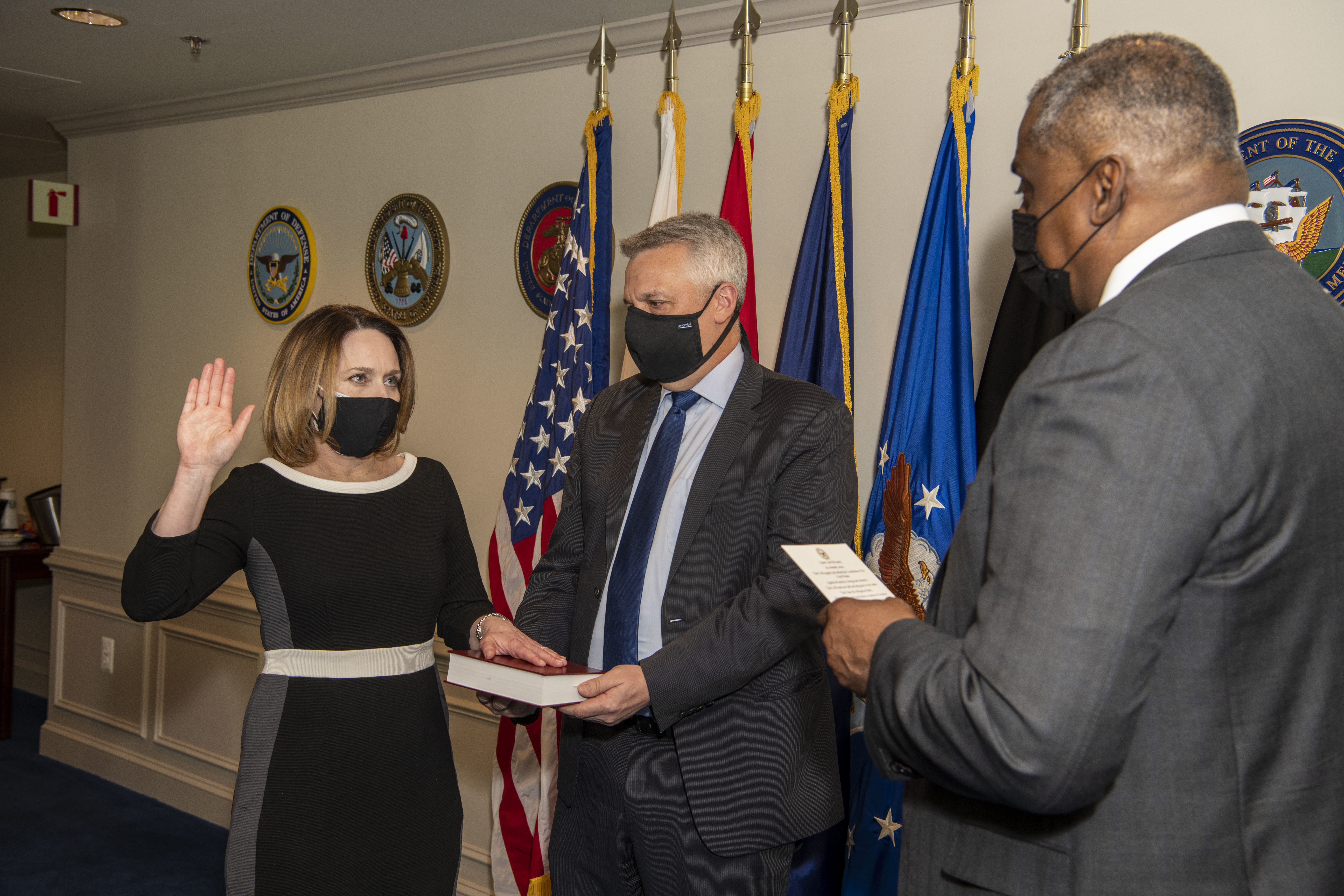
Hicks presta juramento como subsecretario de Defensa el 9 de febrero de 2021.

El 30 de diciembre de 2020, Hicks fue anunciado como el candidato del presidente electo de los Estados Unidos, Joe Biden, para subsecretaria de defensa de los Estados Unidos. Se presentó ante el Comité de Servicios Armados del Senado el 2 de febrero de 2021. Fue confirmada por voto de voz por el pleno del Senado el 8 de febrero de 2021 y asumió el cargo el 9 de febrero de 2021.
Hicks liderará la modernización de la tríada nuclear del país.